# Pseudosinella bachae
Pseudosinella bachae is een springstaartensoort uit de familie van de Entomobryidae. De wetenschappelijke naam van de soort is voor het eerst geldig gepubliceerd in 1994 door Lucianez & Simon.